# 和僑会
和僑会（わきょうかい）は、香港や中国本土を拠点に世界で活躍する日本人企業家（和僑）組織。「和僑」とは海外進出し現地籍を持つ起業家を指す呼称であるとしている。各和僑組織は「和僑会」に現地地名を付記して活動。2004年香港にて発足。さらに、2010年に各地の和僑会を統括する機能として和橋総会が発足。2014年時点では日本国内や東南アジア諸国を含め、8カ国23都市に広がった。2016年12月に和僑総会を一般社団法人化し、各地の和僑会との間で本部・支部と位置づける契約を締結。2017年4月に一般社団法人WAOJEに名称変更された ことに伴い、各地の支部もWAOJEに名称変更された。なお、支部になることに同意できなかった一部の和僑会は、和僑会の名称のまま活動を継続している。一般社団法人WAOJEは和僑会・和僑の商標の返還を求めている。

## 概要
華僑の活動を目標に出身母体である「香港華南起業家ネットワーク」の活動を通じ、「和僑ネットワーク」を具現化。そして次の一歩で賛同の輪が世界中に広がり、各地にできたネットワークどうしが、また大きなネットワークとして成長していけるよう提言。
こうした会員間の交流や相互支援のみならず、海外で起業を志す日本人に出資する「和僑キャピタル」により、ベンチャーキャピタルとしての活動。

### 和僑会
- 東京和僑会
- 香港和僑会
- 深圳和僑会
- 上海和僑会

### WAOJE
- 一般社団法人WAOJE
- WAOJEの各支部